# Le quattro piume (film 1939)
Le quattro piume (The Four Feathers) è un film del 1939, diretto da Zoltán Korda. Come in tutti i film della fine degli anni trenta del ciclo dedicato all'impero britannico prodotti dalla London Films, vi presero parte tutti e tre i fratelli Korda: Zoltán regista, Alexander produttore e Vincent scenografo.
Il film è una delle sei trasposizioni su pellicola del romanzo di Mason e, fra queste, rimane la più famosa. Girata in technicolor con un alto budget e con numerosissime comparse nei luoghi reali in cui si svolge la trama, rimane memorabile per le scene di massa girate in campo lungo con un'impeccabile direzione dei figuranti.
La storia del film è ambientata nel 1895, dieci anni dopo la caduta di Karthoum. Fu interpretato da John Clements, un attore che aveva già dato piccole ma memorabili prove in precedenti pellicole di Korda, La contessa Alessandra e La vita futura.
I direttori della fotografia Georges Perinal e Osmond Borradaile furono candidati all'Oscar per la fotografia a colori.

## Trama
Alla fine del XIX secolo, durante le guerre coloniali sotto il regno della regina Vittoria. Alla vigilia della spedizione militare in Sudan di Kitchener, l'ufficiale Harry Faversham decide di dare le proprie dimissioni dall'esercito. Ciascuno dei suoi tre amici più cari gli invia allora un biglietto con una piuma bianca, in segno della sua codardia. La quarta piuma gli viene consegnata dalla fidanzata Ethne che, sollecitata da lui a dire qualcosa in sua difesa, ne stacca una dal suo ventaglio dopo che lui si rifiuta di risponderle. L'ufficiale si decide così a dimostrare il suo valore. L'occasione gli si presenta quando i suoi amici vengono a trovarsi in pericolo e lui, travestitosi da indigeno, li porta in salvo.
Il più grave è l'amico John che, rimasto cieco, non riconosce, in quello che lui crede un indigeno, il vecchio compagno e torna a Londra ignaro di dovergli la salvezza. In Inghilterra, lo aspetta Ethne, che lui aveva corteggiato dopo la sparizione di Harry, e che, nonostante la sua cecità, intende rispettare la loro promessa di matrimonio. Quando però John si renderà conto che il suo salvatore è stato proprio Harry, lascerà definitivamente libera la ragazza.

## Produzione
Il film fu prodotto dalla London Film Productions.
Alexander Korda aveva voluto sul set alcuni consulenti militari per controllare l'esattezza dei dettagli del mondo militare. Ma il forte gusto estetico di Korda prevalse quando, in una scena di ballo, nonostante le proteste dei suoi consulenti, volle cambiare il colore delle divise da blu in rosso, esclamando Ma questo è un technicolor!.

## Distribuzione
Distribuito dalla United Artists Corporation, il film fu presentato in prima a Londra il 18 aprile 1939 uscendo poi nelle sale britanniche il 4 settembre.
Spettacolo epico sulla guerra sudanese, il film fu terminato alla vigilia della seconda guerra mondiale: distribuito in sala catturò subito l'immaginazione del pubblico che ne decretò il successo.

### Manifesti e locandine
La realizzazione dei manifesti del film, per l'Italia, fu affidata al pittore cartellonista Anselmo Ballester.